# Озерье (Рязанская область)
Озерье — деревня в Клепиковском районе Рязанской области России. Входит в состав Бусаевского сельского поселения.
Расположена примерно в 23 километрах (по шоссе) на юго-восток от райцентра, на берегу озера Пьявица, высота центра селения над уровнем моря — 122 м. Ближайшие населённые пункты — сёла Малахово и Бусаево в сторону посёлка городского типа Тума и деревни Неустроево и Ивкино в сторону Спас-Клепиков.

## Население
| 2010 |
| ---- |
| 14   |